# 撒德·艾伦
撒德·威廉·艾伦（英語：Thad William Allen，1949年1月16日—）美国海岸警卫队第23任指挥官。博思艾伦汉密尔顿控股公司的资深副总裁。
艾伦因其在2005年9月至2006年1月在飓风卡特里娜和丽塔登陆的墨西哥湾沿岸地区指挥政府反应，和他在2010年作为国家事故指挥官统一指挥在墨西哥湾的深水地平线石油泄漏事故处理而收到广泛好评。

## 早年生活和教育
艾伦出生在亚利桑那州图森。他是损害管制士官克劳德·艾伦和威尔玛·艾伦的儿子。他的父亲是二战老兵。艾伦1967年毕业于图森的帕洛贝尔德高中。他的家庭在他童年时随着他父亲的任务而频繁移动。他上了位于康涅狄格州新伦敦的美国海岸警卫队学院。在那里，他是个超群的足球运动员。他于1971年毕业。他拥有乔治·华盛顿大学的公共行政学学位和一个麻省理工学院管理的斯隆管理学院的研究生学位。